# 白川徹
白川 徹（しらかわ とおる、1984年 - ）は日本のジャーナリスト。

## 略歴
東京都出身。立教大学大学院21世紀デザイン研究科修了。オーストラリア留学を経て、アジアプレス・インターナショナルに所属。2006年からアフガニスタンを中心に取材活動をしている。その後、アジアプレスを退社し現在はフリーで活動している。
雑誌やテレビ番組などで発表。米軍や難民を中心に取材している。
BS11のINsideOUT内InsideAsiaというコーナーにたびたび出演している。

## 著書
- 『悲しきアフガンの美しい人々』（アストラ、2011年）